# Talmude

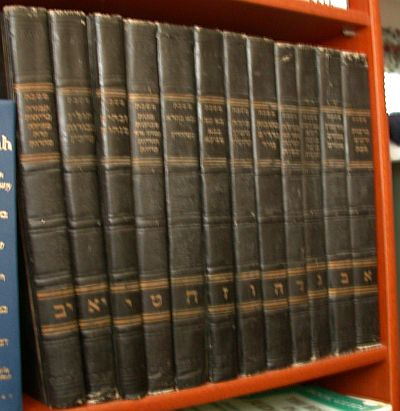
O Talmude, numa edição moderna impressa

O Talmude (em hebraico: תַּלְמוּד, transl. ṯaləmūḏ cujo significado é estudo) é uma coletânea de livros sagrados dos judeus, um registro das discussões rabínicas que pertencem à lei judia e ética judaica, e costumes e história do judaísmo.[carece de fontes?] É um texto central para o judaísmo rabínico.
O Talmude tem dois componentes: a Mishná, o primeiro compêndio escrito da Lei Oral judaica; e o Guemará, uma discussão da Mishná e dos escritos tanaíticos que frequentemente abordam outros tópicos.
A Mishná foi redigida pelos mestres tanaítas (Tannaim), termo que deriva da palavra hebraica que significa "ensinar" ou "transmitir uma tradição". Os tanaítas viveram entre o século I e o século III d.C. A primeira codificação é atribuída ao Aquiba (50 d.C. – 130 d.C.), e uma segunda, ao Rabi Meir (entre 130 d.C. e 160 d.C.), ambas as versões tendo sido escritas no atual idioma aramaico, ainda em uso no interior da Síria.
Os termos Talmud e Guemará são utilizados frequentemente de maneira intercambiável. A Guemará é a base de todos os códigos da lei rabínica, e é muito citada no resto da literatura rabínica; já o Talmude também é chamado freqüentemente de Shas (hebraico: ש"ס), uma abreviação em hebraico de shisha sedarim, as "seis ordens" da Mishná.

## História

### Lei oral
Originalmente, o estudo acadêmico do judaísmo era oral. Os rabinos expunham e debatiam a lei (isto é, a Torá) e discutiam o Tanakh sem o benefício das obras escritas (além dos próprios livros bíblicos), embora alguns possam ter feito anotações privadas (megilot setarim), por exemplo, a respeito das decisões de cortes. A situação mudou drasticamente, no entanto, principalmente como resultado da destruição da comunidade judaica no ano de 70 d.C., e os consequentes distúrbios nas normas legais e sociais judaicas. À medida que os rabinos foram forçados a encarar uma nova realidade — principalmente a de um judaísmo sem um Templo (para servir como centro de estudo e ensino) e de uma Judeia sem autonomia — surgiu uma enxurrada de discursos legais, e o antigo sistema de estudos oral não pôde ser mantido. Foi durante este período que o discurso rabínico passou a ser registrado na escrita. A primeira lei oral registrada pode ter sido na forma dos Midrash, na qual a discussão haláquica está estruturada como comentários exegéticos sobre o Pentateuco. Uma forma alternativa, porém, organizada pelos tópicos de assuntos, em vez dos versos bíblicos, tornou-se dominante por volta do ano 200 d.C., quando o rabino Judá HaNasi redigiu a Mishná (em hebraico, משנה). 
A lei oral estava longe de ser monolítica, variando enormemente entre diversas escolas. As duas mais famosas eram a Escola de Shammai e a Escola de Hillel. No geral, todas as opiniões, mesmo as não-normativas, eram registradas no Talmude.

### Mishná
A Mixná ou Míxena, também chamada de Mishná, é uma compilação de opiniões e debates sobre a Lei. As declarações contidas na Mishná são tipicamente concisas, registrando as opiniões breves dos rabinos debatendo algum tópico, ou registram apenas um veredito anônimo, que aparentemente representava uma visão consensual. Os rabinos registrados na Mishná são chamados de Tannaim.
Na medida que suas leis estão ordenadas pelo assunto dos tópicos, e não pelo conteúdo bíblico, e a Mishná discute cada assunto, individualmente, de maneira mais extensa que os Midrash, e inclui uma seleção muito maior de assuntos haláquicos. A organização da Mishná tornou-se, desta maneira, a estrutura do Talmude como um todo; porém, nem todos os tratados da Mishná possuem uma Guemará correspondente. Além disso, a ordem dos tratados do Talmude difere, em muitos casos, da do Mishná.
A Míxena judaica, uma coleção de ensinos e de tradições rabínicos, é um tanto mais explícita. Credita-se sua compilação ao rabino Judá, o Príncipe, que viveu no segundo e no terceiro séculos EC. Parte da matéria da Míxena relaciona-se claramente às circunstâncias anteriores à destruição de Jerusalém e do seu templo, em 70 EC. No entanto, certo perito diz a respeito da Míxena: “É extremamente difícil decidir que valor histórico devemos atribuir a qualquer tradição registrada na Míxena. O espaço de tempo, que talvez tenha contribuído para obscurecer ou distorcer as lembranças de épocas tão diferentes; as sublevações políticas, as mudanças e as confusões resultantes de duas rebeliões e de duas conquistas romanas; os padrões prezados pelo partido dos fariseus (cujas opiniões a Míxena registra), que não eram os do partido dos saduceus . . . — estes são fatores a que se deve dar o devido peso na avaliação do caráter das declarações da Míxena. Além disso, há muita coisa no conteúdo da Míxena que se encontra num ambiente de discussão acadêmica travada só pela discussão, (conforme parece) com pouca pretensão de registrar usos históricos."— The Mishnah ["A Míxena"], traduzida para o inglês por H. Danby, Londres, 1954, pp. xiv–xv) – In Estudo Perspicaz das Escrituras, Vol. 2.

### Baraita
Além da Mishná, outros ensinamentos tanaíticos eram correntes na mesma época, e por algum tempo depois. A Guemará frequentemente se refere a estas declarações tanaíticas, para compará-los àqueles contidos na Mishná e para apoiar ou refutar as proposições dos Amoraim[carece de fontes?] Todas estas fontes tanaíticas não-mishnaicas são denominadas de baraitot — baraita (ברייתא) no singular, lit. "material de fora", se referindo às obras externas ao Mishná).[carece de fontes?]

### Guemará
Nos três séculos que se seguiram à redação da Mishná, os rabinos de Israel e da Babilônia analisaram, debateram e discutiram aquela obra. Estas discussões  foram a Guemará (גמרא). A palavra significa "completude", em aramaico, do verbo gamar (גמר), "completar", "aprender". A Guemará se focaliza principalmente na elucidação e elaboração das opiniões dos Tannaim. Os rabinos do Guemará ficaram conhecidos como Amoraim — Amora (אמורא) no singular.
Boa parte da Guemará consiste de análises legais. O ponto de partida para a análise é, costumeiramente, uma declaração legal existente em determinada Mishná. A declaração é então analisada e comparada com outras declarações, numa troca dialética entre dois disputantes (frequentemente anônimos, por vezes metafóricos), que são chamados de makshan ("questionador") e tartzan ("respondendor"). Outra função importante da Guemará é identificar a base bíblica correta para determinada lei apresentada na Mishná, assim como o processo lógico que a conecta com outra: esta atividade era conhecida como talmud, muito antes da existência do Talmude como texto.
Estas trocas formam os componentes básicos da Guemará; o nome dado a cada passagem é sugya — sugyah (סוּגְיָה) singular; sugyot (סוּגְיוֹת) no plural. Uma sugya costumeiramente contém uma elaboração cuidadosamente estudada e detalhada de uma declaração mishnaica.
Em determinada sugya, declarações escriturais, tanaíticas e amoraicas, são trazidos para reforçar as diversas opiniões. Ao fazê-lo, a Guemará levanta discordâncias semânticas entre os Tannaim e os Amoraim (frequentemente direcionando o ponto de vista para uma autoridade mais antiga, no sentido de como ele teria respondido a questão), e comparando as visões mishnaicas com as passagens da Baraitá. Raramente os debates são encerrados formalmente; em muitos casos, a palavra final determina a lei prática, embora existam diversas exceções a este princípio.